# Conus siamensis
Conus siamensis é uma espécie de gastrópode do gênero Conus, pertencente à família Conidae.